# Nelson Dingley Jr.
Nelson Dingley Jr. (15 février 1832 - 13 janvier 1899) est un journaliste et homme politique américain de l’État du Maine.

## Biographie
Dingley est né à Durham dans le Maine. Il est diplômé du Dartmouth College à Hanover, New Hampshire, en 1855. Il étudie ensuite le droit, reçoit un LL.D. de Bates College, et est admis au barreau en 1856. Cependant, il n’a jamais pratiqué le droit et devient propriétaire et rédacteur en chef du journal de Lewiston, occupant ce poste pendant plus de vingt ans. 
Il est membre de la Chambre des représentants du Maine de 1862 à 1865, 1868, puis de nouveau en 1873, dont il assure la présidence en 1863 et 1864. Il est le 34e gouverneur du Maine en 1874-1876 et délégué à la Convention nationale républicaine en 1876 et 1880.
Dingley est élu en tant que républicain au 47e Congrès pour combler la vacance causée par la démission de William P. Frye qui venait d'être élu au poste de sénateur. Il est ensuite réélu au 48e Congrès et aux sept congrès suivants, servant du 12 septembre 1881 jusqu’à sa mort à Washington, D.C., avant la clôture du 55e Congrès. 
Charles E. Littlefield lui succède à sa mort le 13 janvier 1899. Il est enterré au cimetière d’Oak Hill, près d’Auburn, dans le Maine.

## Source
- (en) Cet article est partiellement ou en totalité issu de l’article de Wikipédia en anglais intitulé « Nelson Dingley Jr. » (voir la liste des auteurs).